# Kuroda Nagahiro
Marquês Kuroda Nagahiro (黒田 長溥, 01 de março de 1811 - 07 de março de 1887) foi um  Daimyō do Clã Kuroda , viveu no final do Período Edo da história do Japão. Governou o Domínio de Fukuoka.
Nagahiro foi o nono filho de Shimazu Shigehide, Daimyō do Domínio de Satsuma  ; Kuroda Narikiyo, Daimyō de Fukuoka, o adotou em 1822. A mãe de Nagahiro era uma mulher de origem humilde chamada Chisa. Ele tinha quase a mesma idade de Shimazu Nariakira, e os dois tinham uma relação fraternal.
Nagahiro sucedeu a seu pai adotivo em 1834. Muito parecido com seu pai biológico, Nagahiro foi um defensor da modernização tecnológica, especialmente no que diz respeito à questões militares de seu domínio . Que pode desenvolver a partir da chegada do Comodoro Perry.
Nagahiro (como o seu parente próximo, Shimazu Nariakira) foi um defensor da abertura do país. Encorajou sempre a aprendizagem entre os seus vassalos, e enviou-os para as melhores escolas de Edo, Osaka e Nagasaki para absorver o conhecimento ocidental e a perícia técnica que entravam no país na época. Ele próprio também se envolveu em esforços semelhantes, ouvindo as palestras de anatomia de Philipp Franz von Siebold em 1859.
Na Guerra Boshin, suas forças tomaram parte na campanha contra os domínios da Região de Tohoku.
Nagahiro detinha o título de Mino no Kami (美濃守), bem como oficial de segunda classe na corte (juni'i 従二位). Na Era Meiji, foi nomeado kōshaku (侯爵; marquês) no novo sistema de nobreza.
| Precedido por Kuroda Narikiyo | Daimyō de Fukuoka 1834–1869 | Sucedido por Kuroda Nagatomo |